# NK Napredak Zenica
NK Napredak je hrvatski bosanskohercegovački nogometni klub iz Zenice. Djeluje pri zeničkom ogranku Hrvatskoga kulturnog društva Napredak. Djelovao prvih godina neovisnosti Bosne i Hercegovine i natjecao se u nižim ligama. Danas klub djeluje samo preko malonogometne sekcije. Organizira međunarodni malonogometni božićni turnir na kojem je redovni sudionik. Igra se polovicom prosinca u dvorani Bilmišće. Održava se od 1995. godine.
Tijekom rata hrvatske udruge i s njima NK Napredak surađivao je s turskim IFOR-om. Zauzvrat su pripadnici turskog bataljuna u sastavu IFOR-a 12. studenoga 1996. darovali kompletnu športsku opremu nogometnom klubu Napredak. Darove su predali u Hrvatskom domu "Kralj Tomislav" u Zenici. Darove su kupili turski vojnici vlastitim novcem. Momčad HKD Napretka iz Zenice sudjeluje i na tradicionalnom malonogometnom turniru Katoličkih župa Zenice (pet ekipa zeničkih župa Čajdraš, Crkvice, Klopče, Sveti Ilija, Sveti Josip, te momčad Hrvatskog kulturnog društva Napredak Zenica) u Gradskoj areni Zenica koji se održava od 2008. godine.